# Nexz
Nexz( tiếng Nhật :ネクスジ; tiếng Hàn : 넥스지; Romaja: Nekseuji; thường được viết cách điệu là NEXZ) là một nhóm nhạc nam Nhật Bản-Hàn Quốc được thành lập thông qua chương trình thực tế sống còn Nizi Project Season 2 và được quản lý bởi JYP Entertainment và Sony Music Entertainment Japan. Nhóm bao gồm 7 thành viên: Yu, Tomoya, Haru, So Geon, Seita, Hyui và Yuki. Họ ra mắt vào ngày 20 tháng 5 năm 2024, với đĩa đơn Ride the Vibe.

## Lịch sử

### 2023: Quá trình hình thành từ Nizi Project Season 2
Nizi Project Season 2, với mục tiêu tạo ra một nhóm nhạc nam toàn cầu, bao gồm các buổi thử giọng khu vực từ giữa tháng 3 đến đầu tháng 5 năm 2022 với tổng số hơn 10.000 ứng viên tại 8 thành phố ở Nhật Bản, Los Angeles, New York và Seoul và một trại huấn luyện tại Nhật Bản vào tháng 8 năm 2022, sau đó là một trại huấn luyện tại Hàn Quốc vào tháng 12 năm 2022 . Chín thí sinh lọt vào vòng chung kết, nơi Park Jinyoung, người sáng lập JYP Entertainment và nhà sản xuất chung của "Nizi Project", cùng với giám khảo đặc biệt 3RACHA, một bộ phận do Stray Kids điều hành, đã đánh giá từng màn trình diễn . 
Trong số chín người vào chung kết, Tomoya đã giành chiến thắng đầu tay ở vị trí thứ nhất, Haru ở vị trí thứ hai, Yuki ở vị trí thứ ba, Ken ở vị trí thứ tư, Yu ở vị trí thứ năm, Yuhi ở vị trí thứ sáu và Seita ở vị trí thứ bảy.  Những người bị loại là Eiji và Miraku. 
JY Park đặt tên cho nhóm nhạc mới là "NEXZ". Ông tiết lộ rằng tên "NEXZ" có nghĩa là "Next Z (Thế hệ)" hoặc "thế hệ tiếp theo".  "N" và "Z" tượng trưng cho bằng chứng về sự ra đời của "Dự án Nizi" và thông điệp rằng các thành viên của thế hệ tiếp theo sẽ tập hợp lại để mang đến âm nhạc và màn trình diễn mới, mở ra một kỷ nguyên mới. 

### 2024: Ra mắt với "Ride the Vibe", "Keep on Moving", Ra mắt tại Nhật Bản
Vào ngày 1 tháng 5 năm 2024, JYP Entertainment đã phát hành video Trailer "Ride the Vibe" của NEXZ trên các tài khoản mạng xã hội chính thức của họ, xác nhận sự ra mắt của NEXZ . Theo quảng cáo, "Nhóm nhạc nam tân binh NEXZ sẽ ra mắt đĩa đơn đầu tay 'Ride the Vibe' và chính thức đánh dấu sự ra mắt của họ vào ngày 20 tháng 5 năm 2024". 
Vào ngày 10 tháng 5 năm 2024, NEXZ thông báo rằng họ sẽ xuất hiện trong quảng cáo truyền hình Aquarius sẽ được phát sóng trên toàn quốc bắt đầu từ ngày 13 tháng 5. Ngoài ra, quảng cáo sẽ có bài hát mới của NEXZ " Keep on Moving ", một bài hát gốc tiếng Nhật do Park Jinyoung sáng tác và sản xuất.
Vào ngày 3 tháng 6 năm 2024, NEXZ đã công bố showcase đầu tiên của họ tại Nhật Bản, NEXZ SHOWCASE 2024 "Ride the Vibe" . Sự kiện sẽ có sáu buổi biểu diễn tại ba thành phố: Marine Messe Fukuoka B ở Fukuoka, EDION Arena Osaka ở Osaka và Musashino no Mori Sogo Sports Plaza Main Arena ở Tokyo, với các buổi biểu diễn được lên lịch vào các ngày 3-4, 17-18 và 24-25 tháng 8.
Vào ngày 13 tháng 6 năm 2024, NEXZ thông báo qua tài khoản X chính thức của họ rằng họ sẽ phát hành đĩa mở rộng (EP) tiếng Nhật đầu tiên, " Ride the Vibe (Phiên bản tiếng Nhật) / Keep on Moving ", vào ngày 21 tháng 8.

## Thành viên
- Chú thích: In đậm là nhóm trưởng

| Nghệ danh | Nghệ danh | Nghệ danh | Tên khai sinh   | Tên khai sinh     | Tên khai sinh   | Tên khai sinh | Tên khai sinh      | Ngày sinh         | Thứ hạng | Nơi sinh           | Quốc tịch |
| Latinh    | Kana      | Hangul    | Latinh          | Kana              | Hangul          | Hanja         | Hán việt           | Ngày sinh         | Thứ hạng | Nơi sinh           | Quốc tịch |
| Yu        | ユウ      | 유우      | Tomiyasu Yu     | とみやす ユウ     | 토미야스 유     | 富安 悠       | Phú An Du          | 27 tháng 4, 2005  | 5        | Fukuoka, Nhật Bản  | Nhật Bản  |
| Tomoya    | トモヤ    | 토모야    | Uemura Tomoya   | うえらトもや      | 우에무라 토모야 | 植村 朋哉     | Thực Thôn Bằng Tại | 19 tháng 1, 2006  | 1        | Fukuoka, Nhật Bản  | Nhật Bản  |
| Haru      | ハル      | 하루      | Inoue Haru      | いのうえ ハル     | 이노우에 하루   | 井上 陽       | Tỉnh Thượng Dương  | 23 tháng 1, 2006  | 2        | Osaka, Nhật Bản    | Nhật Bản  |
| So Geon   | ソ ゴン   | 소건      | So Geon         | ソ ゴン           | 소건            | 蘇 建         | Tô Kiến            | 13 tháng 9, 2006  | 4        | Tokyo, Nhật Bản    | Hàn Quốc  |
| Seita     | セイタ    | 세이타    | Kawashima Seita | かわしまセイタ    | 카와시마 세이타 | 河嶋 星太     | Hà Đảo Tinh Thái   | 28 tháng 11, 2006 | 7        | Saitama, Nhật Bản  | Nhật Bản  |
| Hyui      | ヒュイ    | 휴이      | Komori Yuhi     | こもりユウヒ      | 코모리 유우히   | 小森 優陽     | Tiếu Sâm Ưu Dương  | 11 tháng 5, 2007  | 6        | Wakayama, Nhật Bản | Nhật Bản  |
| Yuki      | ユウキ    | 유키      | Nishiyama Yuki  | にし山やま ユウキ | 니시야마 유우키 | 西山 裕貴     | Tây Sơn Dụ Quý     | 20 tháng 9, 2007  | 3        | Hyogo, Nhật Bản    | Nhật Bản  |

## Danh sách đĩa nhạc

### Đĩa mở rộng (EP)

#### Đĩa mở rộng Nhật Bản
| Tiêu đề                                        | Chi tiết | Thứ hạng cao nhất | Thứ hạng cao nhất | Thứ hạng cao nhất | Doanh số      | Chứng nhận          |
| Tiêu đề                                        | Chi tiết | JPN               | JPN Cmb           | JPN Hot           | Doanh số      | Chứng nhận          |
| ---------------------------------------------- | --- | ----------------- | ----------------- | ----------------- | ------------- | ------------------- |
| Ride the Vibe (Japanese Ver.) / Keep on Moving | - Phát hành: Ngày 21 tháng 8 năm 2024 - Hãng đĩa: Epic Japan, JYP - Định dạng: CD, digital download, streaming | 2                 | 2                 | 2                 | - JPN: 78,392 | - RIAJ: Gold (phy.) |

#### Đĩa mở rộng Hàn Quốc
| Tiêu đề       | Chi tiết                                                                                           | Thứ hạng cao nhất | Doanh số       |
| Tiêu đề       | Chi tiết                                                                                           | KOR               | Doanh số       |
| ------------- | -------------------------------------------------------------------------------------------------- | ----------------- | -------------- |
| Ride the Vibe | - Phát hành: Ngày 20 tháng 5 năm 2024 - Hãng đĩa: JYP - Định dạng: CD, digital download, streaming | 4                 | - KOR: 137,406 |

### Đĩa đơn

#### Đĩa đơn Nhật Bản
| Tiêu đề                                                                                            | Năm  | Thứ hạng cao nhất | Thứ hạng cao nhất | Doanh số            | Album                                          |
| Tiêu đề                                                                                            | Năm  | JPN Dig           | JPN Hot           | Doanh số            | Album                                          |
| -------------------------------------------------------------------------------------------------- | ---- | ----------------- | ----------------- | ------------------- | ---------------------------------------------- |
| "Miracle"                                                                                          | 2023 | 11                | 28                | - JPN: 3,408 (dig.) | Ride the Vibe (Japanese Ver.) / Keep on Moving |
| "Ride the Vibe" (Japanese version)                                                                 | 2024 | —                 | —                 |                     | Ride the Vibe (Japanese Ver.) / Keep on Moving |
| "Keep on Moving"                                                                                   | 2024 | —                 | —                 |                     | Ride the Vibe (Japanese Ver.) / Keep on Moving |
| "—" biểu thị các bản phát hành không lọt vào bảng xếp hạng hoặc không được phát hành ở khu vực đó. |      |                   |                   |                     |                                                |

#### Đĩa đơn Hàn Quốc
| Tiêu đề                                                                                                | Năm  | Thứ hạng cao nhất | Thứ hạng cao nhất | Thứ hạng cao nhất | Doanh số            | Album                         |
| Tiêu đề                                                                                                | Năm  | JPN Dig.          | JPN DL            | KOR DL            | Doanh số            | Album                         |
| --- | ---- | ----------------- | ----------------- | ----------------- | ------------------- | ----------------------------- |
| "Miracle" (Korean version)                                                                             | 2023 | —                 | —                 | —                 |                     | Đĩa đơn không nằm trong album |
| "Ride the Vibe"                                                                                        | 2024 | 48                | 37                | 87                | - JPN: 1,308 (dig.) | Ride the Vibe                 |
| "—" "—" biểu thị các bản phát hành không lọt vào bảng xếp hạng hoặc không được phát hành ở khu vực đó. |      |                   |                   |                   |                     |                               |

### Các bài hát khác trên bảng xếp hạng
| Tiêu đề     | Năm  | Thứ hạng cao nhất | Album         |
| Tiêu đề     | Năm  | KOR DL            | Album         |
| ----------- | ---- | ----------------- | ------------- |
| "Starlight" | 2024 | 100               | Ride the Vibe |

## Giải thưởng và đề cử
| Lễ trao giải          | Năm  | Hạng mục           | Người được đề cử/sản phẩm đề cử | Kết quả   | Ref.   |
| --------------------- | ---- | ------------------ | ------------------------------- | --------- | ------ |
| The Fact Music Awards | 2023 | Hot-Trend toàn cầu | NEXZ                            | Đoạt giải | [ 23 ] |